# Xenia fusca
Xenia fusca är en korallart som beskrevs av Schenk 1896. Xenia fusca ingår i släktet Xenia och familjen Xeniidae. Inga underarter finns listade i Catalogue of Life.